# Skarżysko Kościelne (gmina)
Skarżysko Kościelne – gmina wiejska w województwie świętokrzyskim, w powiecie skarżyskim. W latach 1975–1998 gmina położona była w województwie kieleckim.
Siedziba gminy to Skarżysko Kościelne.
Według danych z 30 czerwca 2004 gminę zamieszkiwało 6198 osób. Natomiast według danych z 31 grudnia 2019 roku gminę zamieszkiwało 5988 osób.

## Demografia

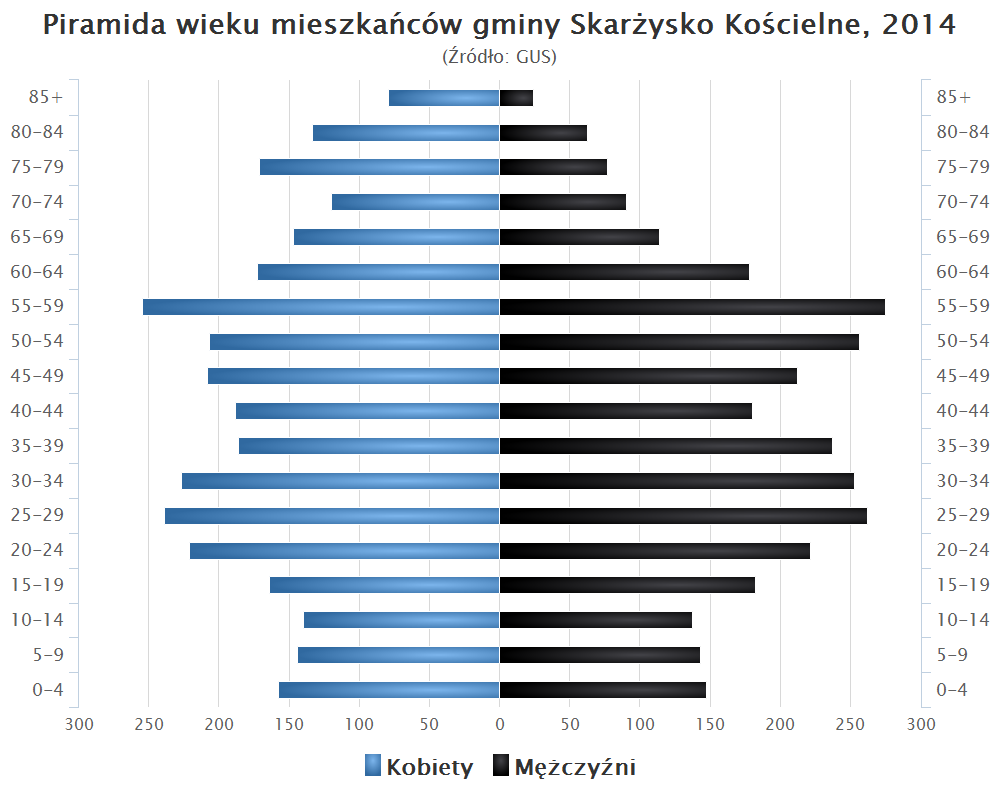
Piramida wieku mieszkańców gminy Skarżysko Kościelne w 2014 roku

Dane z 30 czerwca 2004:
| Opis                              | Ogółem | Ogółem | Kobiety | Kobiety | Mężczyźni | Mężczyźni |
| --------------------------------- | ------ | ------ | ------- | ------- | --------- | --------- |
| jednostka                         | osób   | %      | osób    | %       | osób      | %         |
| populacja                         | 6198   | 100    | 3161    | 51      | 3037      | 49        |
| gęstość zaludnienia (mieszk./km²) | 171,3  | 171,3  | 87,4    | 87,4    | 83,9      | 83,9      |

## Zabytki
- Kościół parafialny pw. Świętej Trójcy, erygowany w 1657 roku, z przylegającą kaplicą. Obok kościoła znajdują się zabytkowe pomniki ufundowane przez giserów Kamiennej i kolejarzy węzła PKP w Skarżysku.
- Kapliczka murowana we wsi Świerczek z XIX wieku, ufundowana przez powstańca styczniowego 1863 roku, za uratowanie życia. W drewnianym ogrodzeniu mogiła ziemna z napisem: "Wiernym synom Polski poległym w walce o wolność ojczyzny. Powstańcom 1863 r.".
- Kapliczka w Grzybowej Górze, upamiętniająca walki powstańcze w 1863 r.
- Znak geodezyjny triangul z 1829 roku znajdujący się w Lipowym Polu Plebańskim. Znak geodezyjny leży na południku Łysicy, wybudowany został przez prof. Franciszka Armińskiego w celu założenia triangulacji do pomiaru Staropolskiego Zagłębia Przemysłowego.

## Historia
- Gmina Skarżysko Kościelne funkcjonuje w latach 1867–1954
- 29 września 1954 gmina Skarżysko Kościelne zniesiona i podzielona na gromady Skarżysko Kościelne, Skarżysko Książęce i Majków[6]
- 1 stycznia 1973 gmina Skarżysko Kościelne reaktywowana[7]
- 1 lipca 1976 gmina Skarżysko Kościelne ponownie zniesiona a jej obszar włączony do gmin Mirzec (sołectwa Grzybowa Góra, Jagodne, Lipowe Pole Plebańskie, Lipowe Pole Skarbowe, Łyżwy, Skarżysko Kościelne Drugie, Skarżysko Kościelne Pierwsze i Świerczek) i Wąchock (sołectwa Majków i Michałów)[8]
  - 15 marca 1984 Łyżwy wyłączono z gminy Mirzec, włączając je do Skarżyska-Kamiennej[9].
- 1986 r. - utworzono rezerwat archeologiczny Rydno (na terenie gminy znajduje się część rezerwatu)
- 30 grudnia 1994 – gmina Skarżysko Kościelne została reaktywowana, utworzyły ją miejscowości: Skarżysko Kościelne, Grzybowa Góra, Lipowe Pole Skarbowe, Lipowe Pole Plebańskie, Świerczek, Jagodne (wszystkie z gminy Mirzec)[10]
- 1 stycznia 1997 - Jagodne dokonuje secesji na rzecz gminy Mirzec[11]
- 1 stycznia 2001 - przyłączenie miejscowości Majków i Michałów z powiatu starachowickiego, gminy Wąchock[12]
- 1 stycznia 2002 - przyłączenie miejscowości Kierz Niedźwiedzi z województwa mazowieckiego, powiatu szydłowieckiego, gminy Mirów[13]

## Sołectwa
Grzybowa Góra, Kierz Niedźwiedzi, Lipowe Pole Plebańskie, Lipowe Pole Skarbowe, Majków, Michałów, Skarżysko Kościelne (Skarżysko Kościelne I, Skarżysko Kościelne II), Świerczek

## Sąsiednie gminy
Mirów, Mirzec, Skarżysko-Kamienna, Szydłowiec, Wąchock

## Miasta partnerskie
- Beltinci